# Stavkove
Stavkove  (ucraniano: Ставкове) es una localidad del Raión de Berezivka en el Óblast de Odesa de Ucrania. Según el censo de 2001, tiene una población de 3000 habitantes.